# Phoenicurus bicolor
Phoenicurus bicolor là một loài chim trong họ Muscicapidae.